# Чемпионат Европы по дзюдо 1973
Чемпионат Европы по дзюдо 1973 года проходил в Мадриде (Испания) 13 мая. Командный чемпионат состоялся в последний день чемпионата Европы, в нём участвовало шестнадцать национальных команд. Сборная СССР победила как в индивидуальном, так и в командном зачёте.

## Медалисты
| Весовая категория    | Золото                        | Серебро                         | Бронза                                                      |
| -------------------- | ----------------------------- | ------------------------------- | ----------------------------------------------------------- |
| — 63 кг              | Сергей Мельниченко · СССР     | Шенгели Пицхелаури · СССР       | Мишель Алгиси · Франция Карл-Хайнц Вернер · ГДР             |
| — 70 кг              | Дитмар Хётгер · ГДР           | Энгельберт Дёрбандт · ФРГ       | Франко Новаскони · Италия Вейснаф Моррисон · Великобритания |
| — 80 кг              | Брайан Джэкс · Великобритания | Ги Офре · Франция               | Гурам Гоголаури · СССР Бернд Люк · ГДР                      |
| — 93 кг              | Жан-Люк Роже · Франция        | Дэвид Старбрук · Великобритания | Евгений Солодухин · СССР Амиран Музаев · СССР               |
| +93 кг               | Сантьяго Охеда · Испания      | Кит Ремфи · Великобритания      | Петер Аделаар · Нидерланды Джибило Нижарадзе · СССР         |
| Абсолютная категория | Сергей Новиков · СССР         | Шота Чочишвили · СССР           | Дитмар Лоренц · ГДР Вольфганг Цукшвердт · ГДР               |

## Медальный зачёт
| Место | Страна         | Золото | Серебро | Бронза | Всего |
| ----- | -------------- | ------ | ------- | ------ | ----- |
| 1     | СССР           | 2      | 2       | 4      | 8     |
| 2     | Великобритания | 1      | 2       | 1      | 4     |
| 3     | Франция        | 1      | 1       | 1      | 3     |
| 4     | ГДР            | 1      | 0       | 4      | 5     |
| 5     | Испания        | 1      | 0       | 0      | 1     |
| 6     | ФРГ            | 0      | 1       | 0      | 1     |
| 7=    | Нидерланды     | 0      | 0       | 1      | 1     |
| 7=    | Италия         | 0      | 0       | 1      | 1     |

## Командный чемпионат
| Командное первенство | Золото | Серебро | Бронза |
| -------------------- | --- | --- | --- |
| Команда              | СССР: Шенгели Пицхелаури Владимир Невзоров Гурам Гоголаури Евгений Солодухин Анатолий Новиков Сергей Новиков | Франции: Jean-Jacques Mounier Gérard Gautier Guy Auffray Jean-Luc Rougé Jean-Pierre Tripet François Besson | Великобритании: Constantine Alexander Vas Morrison Brian Jacks John Hindley David Starbrook Angelo Parisi ФРГ: Rainer Rutter Engelbert Dörbandt Fred Marhenke Paul Barth Klaus Glahn Kurt Pilger |